# Cratere Roskva
Roskva  è un cratere sulla superficie di Cerere.